# Lagidium viscacia
Lagidium viscacia är en däggdjursart som först beskrevs av Molina 1782.  Lagidium viscacia ingår i släktet bergsviscachor och familjen harmöss. IUCN kategoriserar arten globalt som livskraftig. Inga underarter finns listade. Wilson & Reeder (2005) skiljer mellan 13 underarter.
Denna gnagare förekommer i Anderna i södra Peru, västra Bolivia, Chile och Argentina. Arten vistas i regioner som ligger 2000 till 5100 meter över havet. Habitatet utgörs av bergsängar och stäpper med många stenar och klippor. Lagidium viscacia äter olika växtdelar.